# Gleever
Gerard Leever (né en 1960) est un auteur de bande dessinée néerlandais connu sous son pseudonyme Gleever. 
Créateur du premier journal en bande dessinée publié aux Pays-Bas, Gleevers Dagboek, Gleever est cependant surtout connu pour ses œuvres destinées à la jeunesse, si populaire aux Pays-Bas qu'elles lui ont valu le surnom de « Parrain de la bande dessinée jeunesse néerlandaise ».

## Distinction
- 2006 : Prix Stripschap, pour l'ensemble de son œuvre